# Чан Е Сол
Чан Е Сол (кор. 장예솔, лат. транскр. Jang Ye-sol; род. 18 ноября 1988 года) — южнокорейская пловчиха в ластах, многократная многократная чемпионка мира, рекордсменка мира.

## Карьера
Специализируется на плавании в ластах на короткие дистанции.
Впервые на чемпионате мира поднялась на пьедестал ещё в 2006 году в Турине, где Чан Е Сол выиграла бронзу в эстафете 4×200 метров. На следующем чемпионате мира она стала второй на 400-метровке с аквалангом.
С чемпионата мира 2015 года кореянка привезла 4 золотых награды и бронзу в эстафете.
На чемпионате мира 2016 года победила в плавании в ластах на дистанциях 100 метров с аквалангом, 50 метров в ластах и нырянии на 50 метров, а также стала второй на дистанции 100 метров в ластах. При этом на дистанции 50 м корейская спортсменка установила мировой рекорд.